# Bertolonia grazielae
Bertolonia grazielae är en tvåhjärtbladig växtart som beskrevs av José Fernando Andrade Baumgratz. Bertolonia grazielae ingår i släktet Bertolonia och familjen Melastomataceae. Inga underarter finns listade i Catalogue of Life.